# Janusz C. Szajna
Janusz C. Szajna (ur. 20 lipca 1954 w Głogowie) – profesor Uniwersytetu Zielonogórskiego i przedsiębiorca. Założyciel Departamentu Informatyki i Inżynierii Elektronicznej oraz Uniwersyteckiego Centrum Komputerowego na Uniwersytecie Zielonogórskim. Jeden z założycieli zielonogórskiej, informatycznej spółki ADB, której był prezesem do 2011 r. Obecnie Prezes, dyrektor generalny i współzałożyciel firmy Digital Technology Poland z siedzibą w Zielonej Górze. Autor i współautor licznych publikacji naukowych.

## Wyróżnienia
- Laureat nagrody EY w 2004 dla Przedsiębiorcy Roku w kategorii obejmującej R&D „za upowszechnianie polskiej myśli technicznej na rynkach międzynarodowych i zatrzymanie talentów w Polsce”[6].
- Odznaka Honorowa za Zasługi dla Województwa Lubuskiego w 2015 roku[7].

## Publikacje
- Wykorzystanie zmiennych dynamicznych języka Pascal w minimalizacji funkcji logicznych (1986)[8]
- Automated state machine design and PAL implementation (1988)[9]
- The experimental automated digital system designer (1989)[10]
- Wykorzystanie metod sztucznej inteligencji w komputerowym wspomaganiu projektowania układów cyfrowych (1993)[11]
- Application of mixed reality tools for the energy industry (2017)[12]